# Bernward Janzing

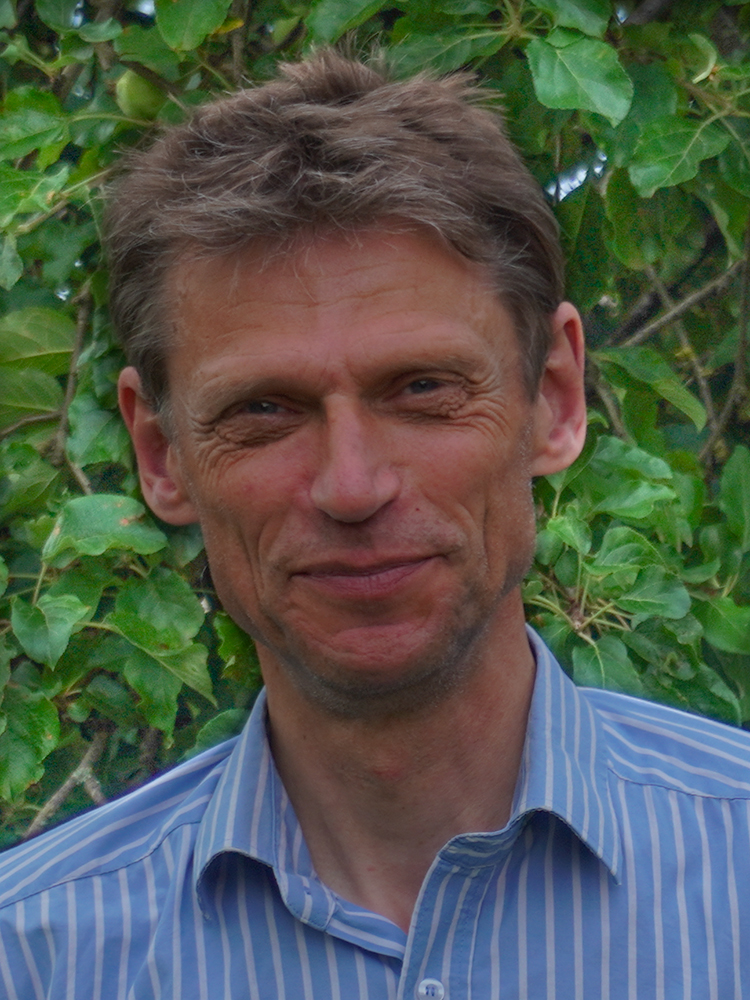
Bernward Janzing (2021)

Bernward Janzing (* 1965) ist ein freiberuflich arbeitender deutscher Fachjournalist. Er befasst sich schwerpunktmäßig mit Umwelt-, Klima- und Energiethemen.

## Werdegang
Bernward Janzing studierte in Freiburg und Glasgow Geographie, Geologie und Biologie. Dem Studium folgte von 1993 bis 1995 ein Volontariat bei der Badischen Zeitung.
Janzing schrieb bzw. schreibt unter anderem für die Badische Zeitung, Die Tageszeitung, Die Zeit, Frankfurter Rundschau, Handelsblatt Der Spiegel und Heise online.

## Auszeichnungen
- 2009: Umweltmedienpreis der Deutschen Umwelthilfe, Kategorie Print[8]
- 2010: Deutscher Solarpreis von Eurosolar, Kategorie Medien[9]

## Veröffentlichungen
- 2002: Baden unter Strom – eine Regionalgeschichte der Elektrifizierung – von der Wasserkraft ins Solarzeitalter. Dold. Vöhrenbach, ISBN 978-3-927677-27-2
- 2008, mit Dieter Seifried, Martin Rasper: Störfall mit Charme – die Schönauer Stromrebellen im Widerstand gegen die Atomkraft. Wie vor, ISBN 978-3-927677-56-2
  - mit Werner Seim,  Wilfried Dold (Hrsg.): Das große Buch der Linachtalsperre. Wie vor, ISBN 978-3-927677-75-3
- 2010: Innovationsentwicklung der erneuerbaren Energien. Agentur für Erneuerbare Energien Berlin[10]
- 2011: Solare Zeiten – die Karriere der Sonnenenergie. Picea-Verlag Freiburg im Breisgau, ISBN 978-3-9814265-0-2
- 2016: Vision für die Tonne – wie die Atomkraft scheitert – an sich selbst, am Widerstand, an besseren Alternativen. Wie vor, ISBN 978-3-9814265-1-9
- Wilfried Dold, Bernward Janzing: EGT: Energie der Veränderung. Von der Elektrizitätsgesellschaft Triberg zur EGT AG. dold.verlag, Vöhrenbach 2021, ISBN 978-3-948461-06-5 (347 S., Festschrift).
- 2024: Protokoll des Klimawandels: Meine Wettermessungen in Furtwangen im Schwarzwald – eine Analyse nach 45 Beobachtungsjahren. Picea-Verlag, ISBN 978-3-9814265-3-3